# Danh sách nước thành viên Cơ quan Năng lượng Nguyên tử Quốc tế
Đây là Danh sách các nước thành viên Cơ quan Năng lượng Nguyên tử Quốc tế (IAEA).
Tính đến tháng 2 năm 2019 IAEA có 171 quốc gia thành viên. Hầu hết các thành viên LHQ và Tòa thánh là các quốc gia thành viên của IAEA.
| Nước                        | Ngày phê chuẩn       |
| --------------------------- | -------------------- |
| Afghanistan                 | 31 tháng 5 năm 1957  |
| Albania                     | 23 tháng 8 năm 1957  |
| Algérie                     | 24 tháng 12 năm 1963 |
| Angola                      | 9 tháng 11 năm 1999  |
| Antigua và Barbuda          | 14 tháng 10 năm 2015 |
| Argentina                   | 3 tháng 10 năm 1957  |
| Armenia                     | 27 tháng 9 năm 1993  |
| Úc                          | 29 tháng 7 năm 1957  |
| Áo                          | 10 tháng 5 năm 1957  |
| Azerbaijan                  | 30 tháng 5 năm 2001  |
| Bahamas                     | 7 tháng 1 năm 2014   |
| Bahrain                     | 23 tháng 6 năm 2009  |
| Bangladesh                  | 27 tháng 9 năm 1972  |
| Barbados                    | 20 tháng 11 năm 2015 |
| Belarus                     | 8 tháng 4 năm 1957   |
| Bỉ                          | 29 tháng 4 năm 1958  |
| Belize                      | 31 tháng 3 năm 2006  |
| Bénin                       | 26 tháng 5 năm 1999  |
| Bolivia                     | 15 tháng 3 năm 1963  |
| Bosna và Hercegovina        | 19 tháng 9 năm 1995  |
| Botswana                    | 20 tháng 3 năm 2002  |
| Brasil                      | 29 tháng 7 năm 1957  |
| Brunei                      | 18 tháng 2 năm 2014  |
| Bulgaria                    | 17 tháng 8 năm 1957  |
| Burkina Faso                | 14 tháng 9 năm 1998  |
| Burundi                     | 24 tháng 6 năm 2009  |
| Campuchia                   | 23 tháng 11 năm 2009 |
| Cameroon                    | 13 tháng 7 năm 1964  |
| Canada                      | 29 tháng 7 năm 1957  |
| Cộng hòa Trung Phi          | 5 tháng 1 năm 2001   |
| Tchad                       | 2 tháng 11 năm 2005  |
| Chile                       | 19 tháng 9 năm 1960  |
| Trung Quốc                  | 1 tháng 1 năm 1984   |
| Colombia                    | 30 tháng 9 năm 1960  |
| Cộng hòa Congo              | 15 tháng 7 năm 2009  |
| Costa Rica                  | 25 tháng 3 năm 1965  |
| Bờ Biển Ngà                 | 19 tháng 11 năm 1963 |
| Croatia                     | 12 tháng 2 năm 1993  |
| Cuba                        | 1 tháng 10 năm 1957  |
| Síp                         | 7 tháng 6 năm 1965   |
| Cộng hòa Séc                | 27 tháng 9 năm 1993  |
| Cộng hòa Dân chủ Congo      | 10 tháng 10 năm 1961 |
| Đan Mạch                    | 16 tháng 7 năm 1957  |
| Djibouti                    | 6 tháng 3 năm 2015   |
| Dominica                    | 17 tháng 2 năm 2012  |
| Cộng hòa Dominica           | 11 tháng 7 năm 1957  |
| Ecuador                     | 3 tháng 3 năm 1958   |
| Ai Cập                      | 4 tháng 9 năm 1957   |
| El Salvador                 | 22 tháng 11 năm 1957 |
| Eritrea                     | 20 tháng 12 năm 2002 |
| Estonia                     | 31 tháng 1 năm 1992  |
| Eswatini                    | 15 tháng 2 năm 2013  |
| Ethiopia                    | 30 tháng 9 năm 1957  |
| Fiji                        | 2 tháng 11 năm 2012  |
| Phần Lan                    | 7 tháng 1 năm 1958   |
| Pháp                        | 29 tháng 7 năm 1957  |
| Gabon                       | 21 tháng 1 năm 1964  |
| Georgia                     | 23 tháng 2 năm 1996  |
| Đức                         | 1 tháng 10 năm 1957  |
| Ghana                       | 28 tháng 9 năm 1960  |
| Hy Lạp                      | 30 tháng 9 năm 1957  |
| Grenada                     | 30 tháng 4 năm 2018  |
| Guatemala                   | 29 tháng 3 năm 1957  |
| Guyana                      | 27 tháng 1 năm 2015  |
| Haiti                       | 7 tháng 10 năm 1957  |
| Tòa Thánh                   | 20 tháng 8 năm 1957  |
| Honduras                    | 24 tháng 2 năm 2003  |
| Hungary                     | 8 tháng 8 năm 1957   |
| Iceland                     | 6 tháng 8 năm 1957   |
| Ấn Độ                       | 16 tháng 7 năm 1957  |
| Indonesia                   | 7 tháng 8 năm 1957   |
| Iran                        | 16 tháng 9 năm 1958  |
| Iraq                        | 4 tháng 3 năm 1959   |
| Ireland                     | 6 tháng 1 năm 1970   |
| Israel                      | 12 tháng 7 năm 1957  |
| Ý                           | 30 tháng 9 năm 1957  |
| Jamaica                     | 29 tháng 12 năm 1965 |
| Nhật Bản                    | 16 tháng 7 năm 1957  |
| Jordan                      | 18 tháng 4 năm 1966  |
| Kazakhstan                  | 14 tháng 2 năm 1994  |
| Kenya                       | 12 tháng 7 năm 1965  |
| Hàn Quốc                    | 8 tháng 8 năm 1957   |
| Kuwait                      | 1 tháng 12 năm 1964  |
| Kyrgyzstan                  | 10 tháng 9 năm 2003  |
| Lào                         | 4 tháng 11 năm 2011  |
| Latvia                      | 10 tháng 4 năm 1997  |
| Liban                       | 29 tháng 6 năm 1961  |
| Lesotho                     | 13 tháng 7 năm 2009  |
| Liberia                     | 5 tháng 10 năm 1962  |
| Libya                       | 9 tháng 9 năm 1963   |
| Liechtenstein               | 13 tháng 12 năm 1968 |
| Litva                       | 18 tháng 11 năm 1993 |
| Luxembourg                  | 29 tháng 1 năm 1958  |
| Madagascar                  | 22 tháng 3 năm 1965  |
| Malawi                      | 2 tháng 10 năm 2006  |
| Malaysia                    | 15 tháng 1 năm 1969  |
| Mali                        | 10 tháng 8 năm 1961  |
| Malta                       | 29 tháng 9 năm 1997  |
| Quần đảo Marshall           | 26 tháng 1 năm 1994  |
| Mauritanie                  | 23 tháng 11 năm 2004 |
| Mauritius                   | 31 tháng 12 năm 1974 |
| México                      | 7 tháng 4 năm 1958   |
| Moldova                     | 24 tháng 9 năm 1997  |
| Monaco                      | 19 tháng 9 năm 1957  |
| Mông Cổ                     | 20 tháng 9 năm 1973  |
| Montenegro                  | 30 tháng 10 năm 2006 |
| Maroc                       | 17 tháng 9 năm 1957  |
| Mozambique                  | 18 tháng 9 năm 2006  |
| Myanmar                     | 18 tháng 10 năm 1957 |
| Namibia                     | 17 tháng 2 năm 1983  |
| Nepal                       | 8 tháng 7 năm 2008   |
| Hà Lan                      | 30 tháng 7 năm 1957  |
| New Zealand                 | 13 tháng 9 năm 1957  |
| Nicaragua                   | 25 tháng 3 năm 1977  |
| Niger                       | 27 tháng 3 năm 1969  |
| Nigeria                     | 25 tháng 3 năm 1964  |
| Bắc Macedonia               | 25 tháng 2 năm 1994  |
| Na Uy                       | 10 tháng 6 năm 1957  |
| Oman                        | 5 tháng 2 năm 2009   |
| Pakistan                    | 2 tháng 5 năm 1957   |
| Palau                       | 2 tháng 3 năm 2007   |
| Panama                      | 2 tháng 3 năm 1966   |
| Papua New Guinea            | 4 tháng 4 năm 2012   |
| Paraguay                    | 30 tháng 9 năm 1957  |
| Perú                        | 30 tháng 9 năm 1957  |
| Philippines                 | 2 tháng 9 năm 1958   |
| Ba Lan                      | 31 tháng 7 năm 1957  |
| Bồ Đào Nha                  | 12 tháng 7 năm 1957  |
| Qatar                       | 27 tháng 2 năm 1976  |
| România                     | 12 tháng 4 năm 1957  |
| Nga                         | 8 tháng 4 năm 1957   |
| Rwanda                      | 4 tháng 9 năm 2012   |
| Saint Lucia                 | 5 tháng 2 năm 2019   |
| Saint Vincent và Grenadines | 4 tháng 12 năm 2017  |
| San Marino                  | 25 tháng 11 năm 2013 |
| Ả Rập Xê Út                 | 13 tháng 12 năm 1962 |
| Sénégal                     | 1 tháng 11 năm 1960  |
| Serbia                      | 31 tháng 10 năm 2001 |
| Seychelles                  | 22 tháng 4 năm 2003  |
| Sierra Leone                | 4 tháng 6 năm 1967   |
| Singapore                   | 5 tháng 1 năm 1967   |
| Slovakia                    | 27 tháng 9 năm 1993  |
| Slovenia                    | 21 tháng 9 năm 1992  |
| Nam Phi                     | 6 tháng 6 năm 1957   |
| Tây Ban Nha                 | 26 tháng 8 năm 1957  |
| Sri Lanka                   | 22 tháng 8 năm 1957  |
| Sudan                       | 17 tháng 7 năm 1958  |
| Thụy Điển                   | 19 tháng 6 năm 1957  |
| Thụy Sĩ                     | 5 tháng 4 năm 1957   |
| Syria                       | 6 tháng 6 năm 1963   |
| Tajikistan                  | 10 tháng 9 năm 2001  |
| Tanzania                    | 6 tháng 1 năm 1976   |
| Thái Lan                    | 15 tháng 10 năm 1957 |
| Togo                        | 1 tháng 11 năm 2012  |
| Trinidad và Tobago          | 9 tháng 11 năm 2012  |
| Tunisia                     | 14 tháng 10 năm 1957 |
| Thổ Nhĩ Kỳ                  | 19 tháng 7 năm 1957  |
| Turkmenistan                | 16 tháng 2 năm 2016  |
| Uganda                      | 30 tháng 8 năm 1967  |
| Ukraina                     | 31 tháng 7 năm 1957  |
| Các TVQ Arab Thống Nhất     | 15 tháng 1 năm 1976  |
| Anh Quốc                    | 29 tháng 7 năm 1957  |
| Hoa Kỳ                      | 29 tháng 7 năm 1957  |
| Uruguay                     | 22 tháng 1 năm 1963  |
| Uzbekistan                  | 26 tháng 1 năm 1994  |
| Vanuatu                     | 9 tháng 9 năm 2015   |
| Venezuela                   | 19 tháng 8 năm 1957  |
| Việt Nam                    | 24 tháng 9 năm 1957  |
| Yemen                       | 14 tháng 10 năm 1994 |
| Zambia                      | 8 tháng 1 năm 1969   |
| Zimbabwe                    | 1 tháng 8 năm 1986   |

Ghi chú
1. ↑  Originally joined on 6 tháng 2 năm 1958 but withdrew on 26 tháng 3 năm 2003.[4][5][6]
2. ↑  As Swaziland until 2018.
3. ↑  Joined as Tây Đức. Đông Đức was also a member of the IAEA prior to German reunification.[7]
4. ↑  Originally joined on 9 tháng 7 năm 1957 but withdrew on 19 tháng 6 năm 1967.[8]
5. ↑  Originally joined on 17 tháng 9 năm 1957 but withdrew on 14 tháng 12 năm 1970.[9][10]
6. ↑  Listed under the provisional designation "The former Yugoslav Republic of Macedonia" until 2019.